# Jacobsthaltal
Inom matematiken är Jacobsthaltalen , uppkallade efter den tyska matematikern Ernst Jacobsthal, en talföljd relaterad till Fibonaccitalen och Lucastalen. 
Jacobsthaltalen definieras med hjälp av differensekvationen
{\displaystyle J_{n}={\begin{cases}0&{\mbox{if }}n=0;\\1&{\mbox{if }}n=1;\\J_{n-1}+2J_{n-2}&{\mbox{if }}n>1.\\\end{cases}}}
Nästa Jacobsthaltalet ges av formeln
{\displaystyle J_{n+1}=2J_{n}+(-1)^{n}\,,}
eller av
{\displaystyle J_{n+1}=2^{n}-J_{n}.\,}
Jacobsthaltalen kan skrivas i sluten form som 
{\displaystyle J_{n}={\frac {2^{n}-(-1)^{n}}{3}}.}
Jacobsthaltalens genererande funktion är
{\displaystyle {\frac {x}{(1+x)(1-2x)}}.}
De första Jacobsthaltalen är:
0, 1, 1, 3, 5, 11, 21, 43, 85, 171, 341, 683, 1365, 2731, 5461, 10923, 21845, 43691, 87381, 174763, 349525, 699051, 1398101, 2796203, 5592405, 11184811, 22369621, 44739243, 89478485, 178956971, 357913941, 715827883, 1431655765, 2863311531, … (talföljd A001045 i OEIS)